# Schlinghofer Bach
Der Schlinghofer Bach ist ein 1,1 km langer, orografisch linker Zufluss des Leimbachs und gehört zum Flusssystem der Dhünn, einem Nebenfluss der Wupper.

## Geographie

### Verlauf
Der Schlinghofer Bach entspringt in Schlinghofen und fließt nach Westen über die Stadtgrenze nach Leverkusen, wo er bei Halfenleimbach in den Leimbach mündet.

### Flusssystem Dhünn
- Liste der Fließgewässer im Flusssystem Dhünn